# Dinckley
Dinckley – wieś w Anglii, w hrabstwie Lancashire, w dystrykcie Ribble Valley. Leży 43 km na północ od miasta Manchester i 302 km na północny zachód od Londynu. W 2001 miejscowość liczyła 83 mieszkańców.